# Демократичний союз угорців Румунії
Демократичний союз угорців Румунії (угор. Romániai Magyar Demokrata Szövetség; рум. Uniunea Democrată Maghiară din România) — політична партія в Румунії, яка виражає інтереси угорської меншини.
Партія не є зареєстрованою в Румунії в традиційному сенсі слова, проте діє на законних підставах (у тому числі і бере участь у виборах) як організація, що представляє національну меншину. ДСВР був заснований 25 грудня 1989 року.
Виступає за створення національної угорської автономії, за розширення сфери застосування угорської мови в адміністрації та освіті, за збільшення автономії місцевих органів влади і за подальшу інтеграцію Румунії до Євросоюзу.